# Jens Peter Jensen Wærum
Jens Peter Jensen Wærum (født 31. maj 1855 i Randers, død 28. maj 1926 i samme by) var en dansk historicistisk arkitekt, der primært har præget bybilledet i sin fødeby.
Jensen Wærum kom i tømrerlære i Randers, blev svend og gik på Teknisk Skole sammesteds. Han kom til København 1874 og blev dimitteret til Kunstakademiet af bygmester P. Paulsen og maler G. Lindstrøm, Randers i januar 1875. Han gik derefter på Akademiet og fik i oktober 1879 tilladelse til at tage afgang, men tog den ikke. Han var tilknyttet Christian Hansen og Ferdinand Meldahl som tegner, og det var samtidens stilarkitektur og dyrkelsen af den arkitektoniske dekoration, der prægede arkitektens stil. Han havde et godt greb om begge dele, hvorfor den succesrige Theophilus Hansen ønskede den unge, dygtige arkitekt til Wien, som Jensen Wærum havde besøgt sammen med Italien i 1882. Jensen Wærum afslog dog tilbuddet, da han allerede 1879 havde nedsat sig med egen tegnestue i sin hjemby, hvor der var mange opgaver at løse.
Jensen Wærum var også medlem af byrådet i Randers, formand for Randers Kunstforening 1889-1926, for Randers Museums kunstafdeling 1892-1926 og medlem af bestyrelsen for Randers Tekniske Skole 1888-1926. Han blev udnævnt til æresmedlem af Randers Tømrerlaug 1916 og af Randers Haandværker- og Industriforening 1923.
Han er begravet i Randers.

## Værker
I Randers:
- Rytterkaserne, nu ældreboliger (1880-81, nedlagt 1942)
- Ridehuse (1887 og 1892)
- Missionshus (1891)
- Randers Tekniske Skole, Østervold (1891-92, nedlagt)
- Randers Museum, Fischersgade (1893, udvidet 1911, nedrevet 1964)
- Skt. Mortens menighedshus (1895)
- Alderdomshjem (1895)
- Kroneapotek (1899)
- Voldbrohus, Vestergade/Blegdammen (1900)
- Den Bay-Kirketerpske Borgerskole (Søren Møllergades Skole) (1900-01)
- Skt. Josephs Hospital (1902-03)
- Handelsbanken (1905)
- Vandtårn på Hobrovej, Randers (1905)
- Randers Amtssygehus (1914-16)
- Restaurering af Påskesønnernes Gård, Rådhustorvet 7, Randers (1917, sammen med Christen Borch)
- Kirkegårdskapel (1918-19)
- Bryggeriet Thor, Thorsgade 25 (1920'erne, sammen med Peter Hjersing)
- Obelisken på Skovbakken

Andetsteds:
- Alderdomshjem i Aalborg (1901)
- Ombygning af Aalborg Teater (1902)
- Teater- og Borgerforening, Hobro (1902)
- Post- og telegrafbygning, Skive (1903)
- Bank, Hobro (1904)
- Skt. Josephs Hospital, Esbjerg (1904)
- Bank, Skanderborg (1908)
- Alderdomshjem i Silkeborg (1911)
- Bank, Kalundborg (1913)
- Desuden en række skoler og præstegårde samt ombygninger og restaureringer af kirker mm.